# Gorybia chontalensis
Gorybia chontalensis är en skalbaggsart som först beskrevs av Bates 1880. Gorybia chontalensis ingår i släktet Gorybia och familjen långhorningar.
Artens utbredningsområde är:
- Nicaragua.
- Panama.

Inga underarter finns listade i Catalogue of Life.